# 스도리카
스도리카(중국어: Sdorica 萬象物語, 영어: Sdorica -sunset)는 타이완에서 독립적인 게임을 개발하고 있는 Rayark Games에서 개발한 비디오 게임이다. 2018년 4월 19일 안드로이드와 iOS용으로 다언어판으로 출시되었다.